# Conne-de-Labarde
Conne-de-Labarde ist eine französische Gemeinde mit 255 Einwohnern (Stand 1. Januar 2022) im Département Dordogne in der Region Nouvelle-Aquitaine (vor 2016: Aquitanien). Sie gehört zum Arrondissement Bergerac und zum Kanton Sud-Bergeracois.
Der Name in der okzitanischen Sprache lautet Còmna de la Barda. Der erste Teil des Namens weist auf die geografische Lage am Ufer der Conne hin, deren Name vermutlich auf das urkeltische „°kon“ zurückgeht. Der Namensteil „barda“ stammt aus dem Okzitanischen und bedeutet „schlammig“, ein weiterer Hinweis auf die Lage der Gemeinde.

## Geographie
Conne-de-Labarde liegt ca. 10 km südöstlich und damit im Einzugsbereich (Aire urbaine) von Bergerac in der Region Bergeracois der historischen Provinz Périgord.
Umgeben wird Conne-de-Labarde von den Nachbargemeinden:
|            | Saint-Nexans                                |                         |
| Colombier  | Kompassrose, die auf Nachbargemeinden zeigt | Saint-Aubin-de-Lanquais |
| Bouniagues |                                             | Saint-Cernin-de-Labarde |

Conne-de-Labarde liegt im Einzugsgebiet des Flusses Dordogne.
Die Conne, ein Nebenfluss der Dordogne, durchquert das Gebiet der Gemeinde, ebenso wie ihre Nebenflüsse, der Ruisseau des Bois, der in Conne-de-Labarde entspringt, und der Cavérieu.

## Geschichte
Relikte aus der Urgeschichte und aus der gallorömischen Zeit, die auf dem Gebiet der Gemeinde gefunden wurden, lassen auf eine frühe und kontinuierliche Besiedelung schließen. Insbesondere ist eine gallische Axt gefunden worden in der Nähe eines Dolmens, der als Opferplatz diente. Im 14. Jahrhundert bildeten die drei Pfarrgemeinden La Barde, Conne und Saint-Cernin einen Schlupfwinkel für Adelige. Das Wasser besaß eine gewisse Bedeutung für die Entwicklung der Gemeinde, denn außer der Lage beiderseits der Conne entspringen außerdem nicht weniger als neun Quellen in Conne-de-Labarde:
- Fontaine du Bourg
- Fontaine du Bois de Pourquié
- Fontaines des Bayles (2)
- Fontaine de Laudogne
- Fontaine de Malamort
- Fontaine de Soulbarède
- Fontaine des Verdots
- Fontaine de la Fusterie.[2][4]

### Toponymie
Toponyme und Erwähnungen von Conne-de-Labarde waren:
- Campna (1385, Collection de l’abbé de Lespine),
- Compne (Kastellanei des Périgord, Archiv von Pau),
- Conne de la Barde (1750, Karte von Cassini),
- Conne Labarde (1793, Notice Communale),
- Conne-de-la-Barde (1801, Bulletin des Lois),
- Cone-de-la-Barde (1873, Dictionnaire topographique de la France),
- Conne-de-Labarde (1985).[5][6][7]

### Einwohnerentwicklung
Nach Beginn der Aufzeichnungen stieg die Einwohnerzahl in der Mitte des 19. Jahrhunderts und auf einen Höchststand von rund 600. In der Folgezeit sank die Größe der Gemeinde bei relativ kurzen Erholungsphasen bis zu den 1970er Jahren auf rund 130 Einwohner, bevor eine moderate Wachstumsphase einsetzte, die noch heute anhält.
| Jahr      | 1962 | 1968 | 1975 | 1982 | 1990 | 1999 | 2006 | 2010 | 2022 |
| --------- | ---- | ---- | ---- | ---- | ---- | ---- | ---- | ---- | ---- |
| Einwohner | 217  | 190  | 132  | 141  | 191  | 204  | 215  | 227  | 255  |

## Sehenswürdigkeiten

### Pfarrkirche Saint-Laurent-et-Saint-Martin

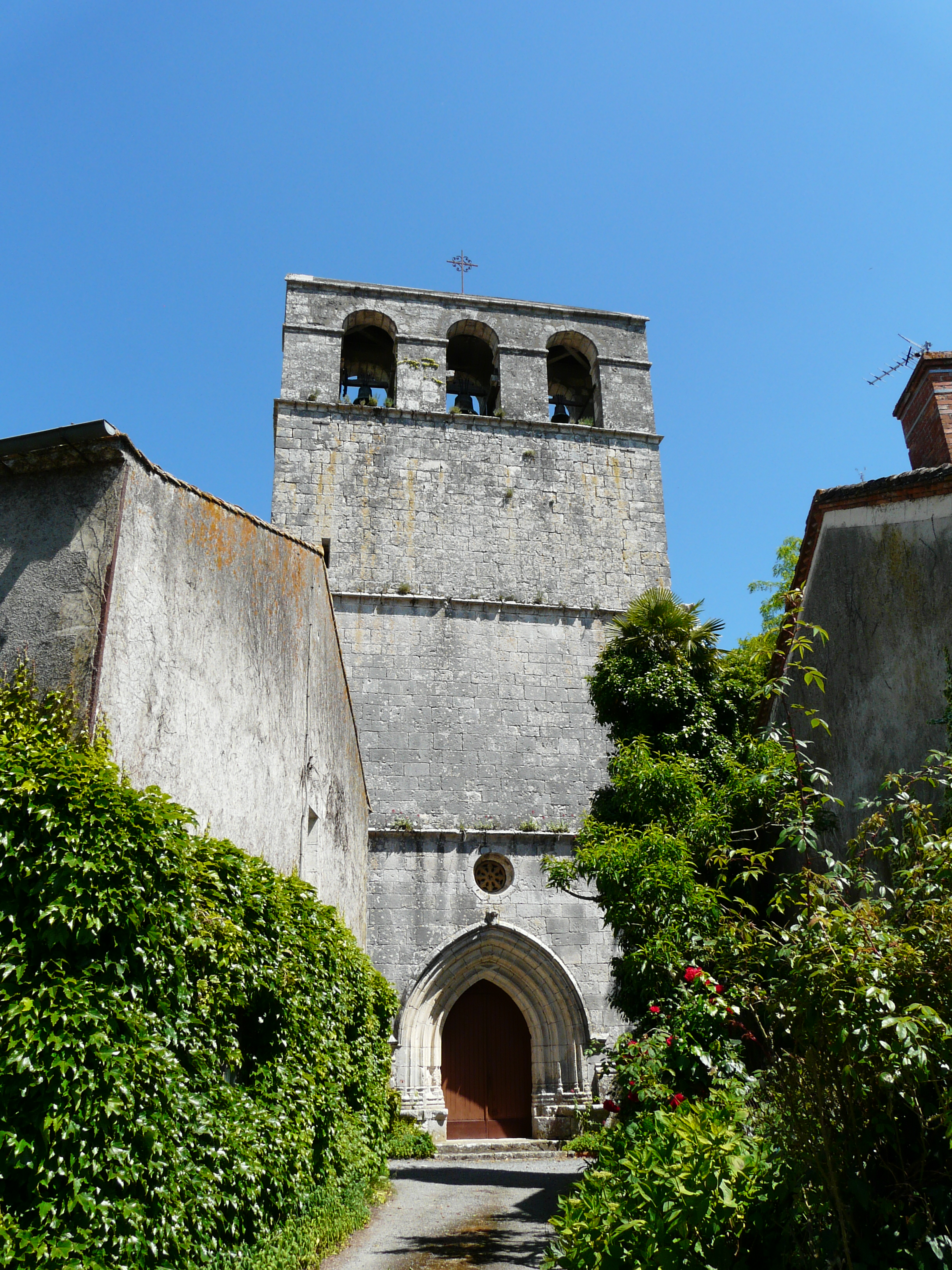
Pfarrkirche Saint-Laurent-et-Saint-Martin

Die den Heiligen Martin von Tours und Laurentius von Rom geweihte Kirche ist im 12. Jahrhundert errichtet worden. Sie befindet sich im Zentrum der Gemeinde, umschlossen von anderen Gebäuden und nach Süden hin von einem bewaldeten Grundstück, so dass von weitem nur der Glockenturm sichtbar ist. Die nach Osten orientierte Apsis hat ihren romanischen Charakter bewahrt. Auf einem der Gesimse befinden sich noch Skulpturen in Gestalt von Tieren, die mit der Zeit in einen ziemlich schlechten Zustand geraten sind. Das Langhaus mit einem Hauptschiff wurde während der Zeit der Renaissance im 16. Jahrhundert neu gebaut. Es ist mit einem Gewölbe ausgestattet und läuft in einen schmaleren Chor aus. Zwei Seitenkapellen komplettieren das Ensemble, eine ist Maria gewidmet, die andere Josef von Nazaret. Im Jahre 1860 wurde die Kirche mit dem Glockenturm und der Inneneinrichtung einer vollständigen Restaurierung unterzogen. Sie ist seit dem 28. Januar 2013 als Monument historique eingeschrieben.

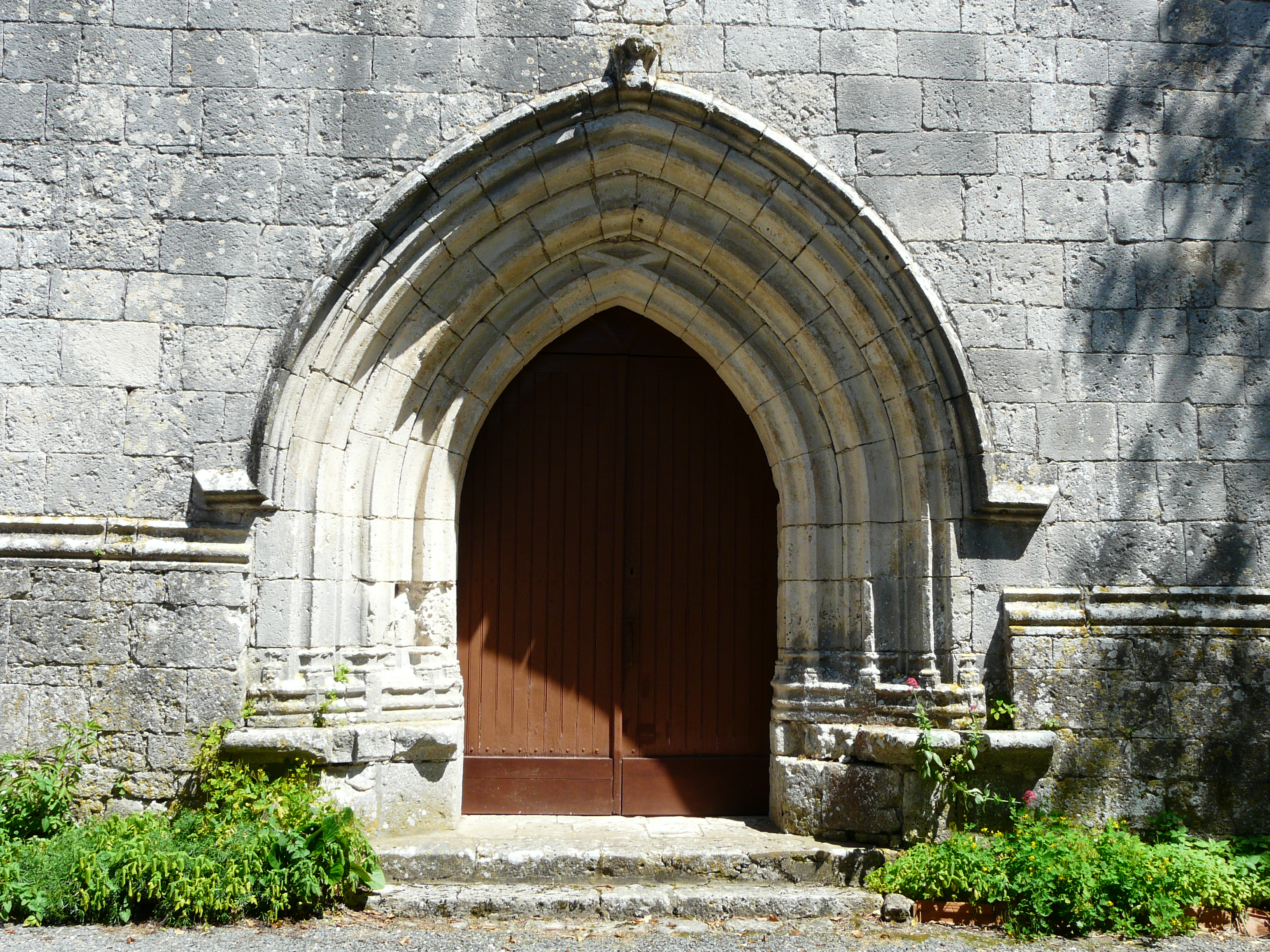
Eingangsportal
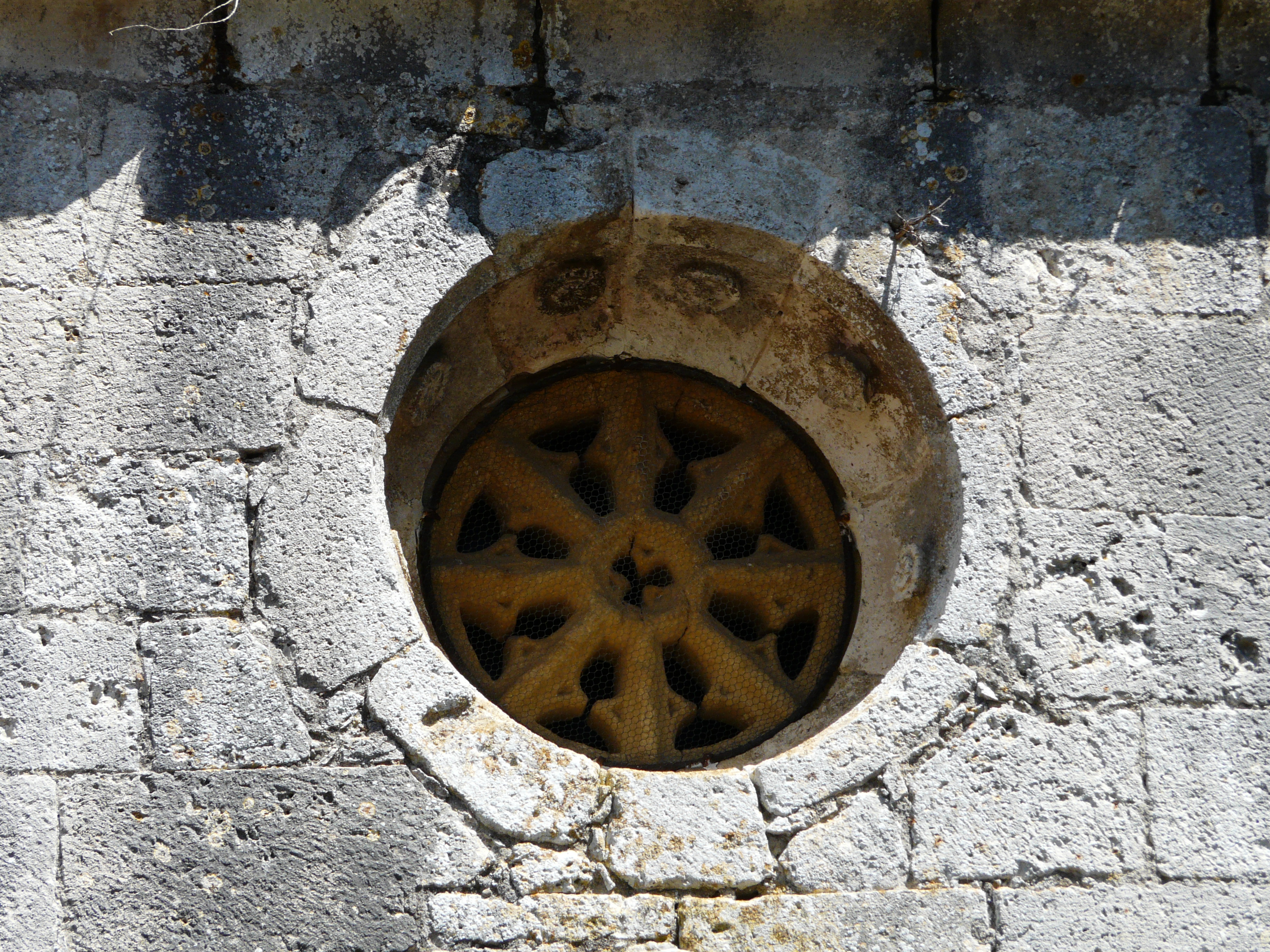
Okulus über dem Eingangsportal
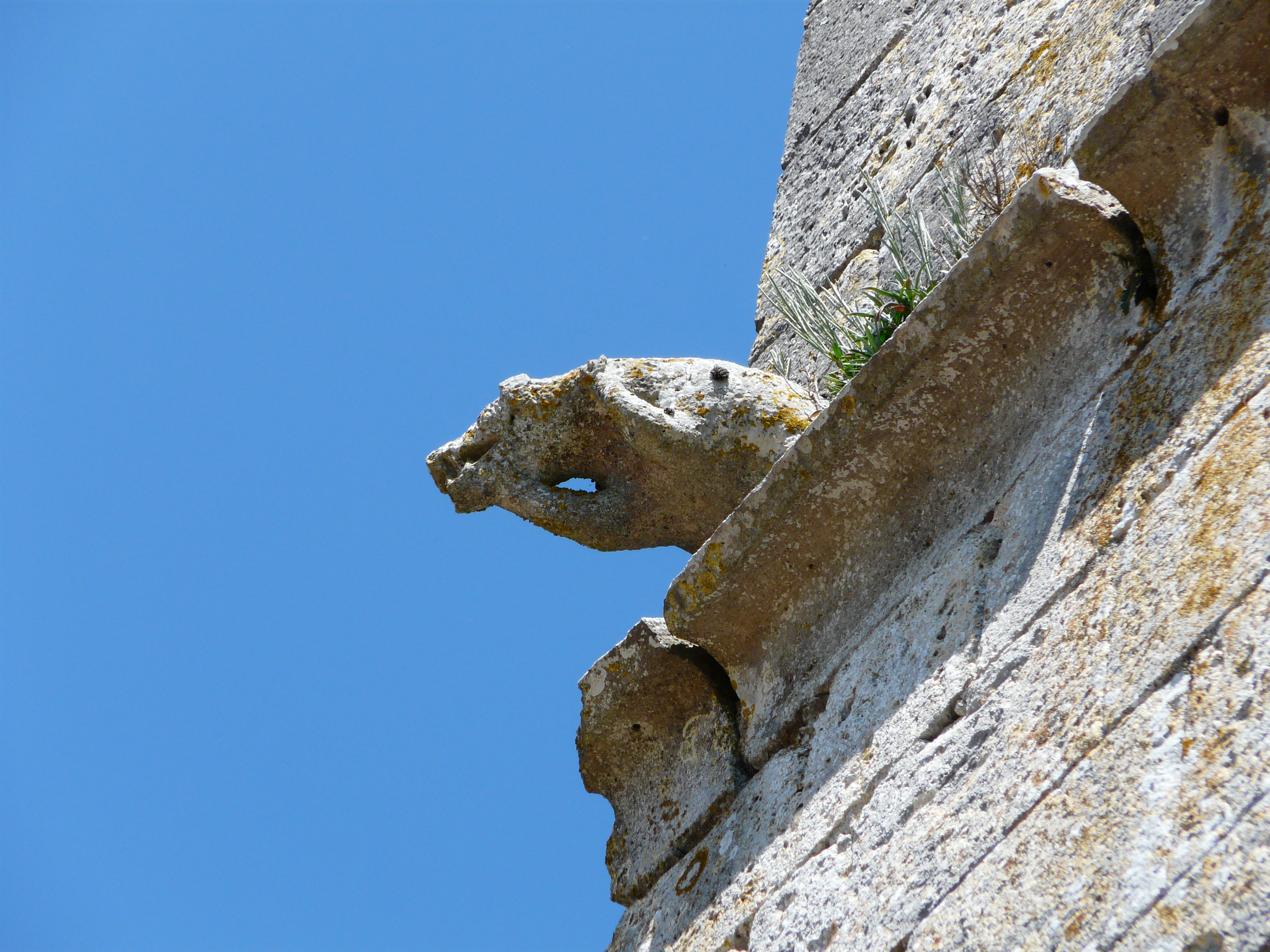
Skulptur an der Außenfassade
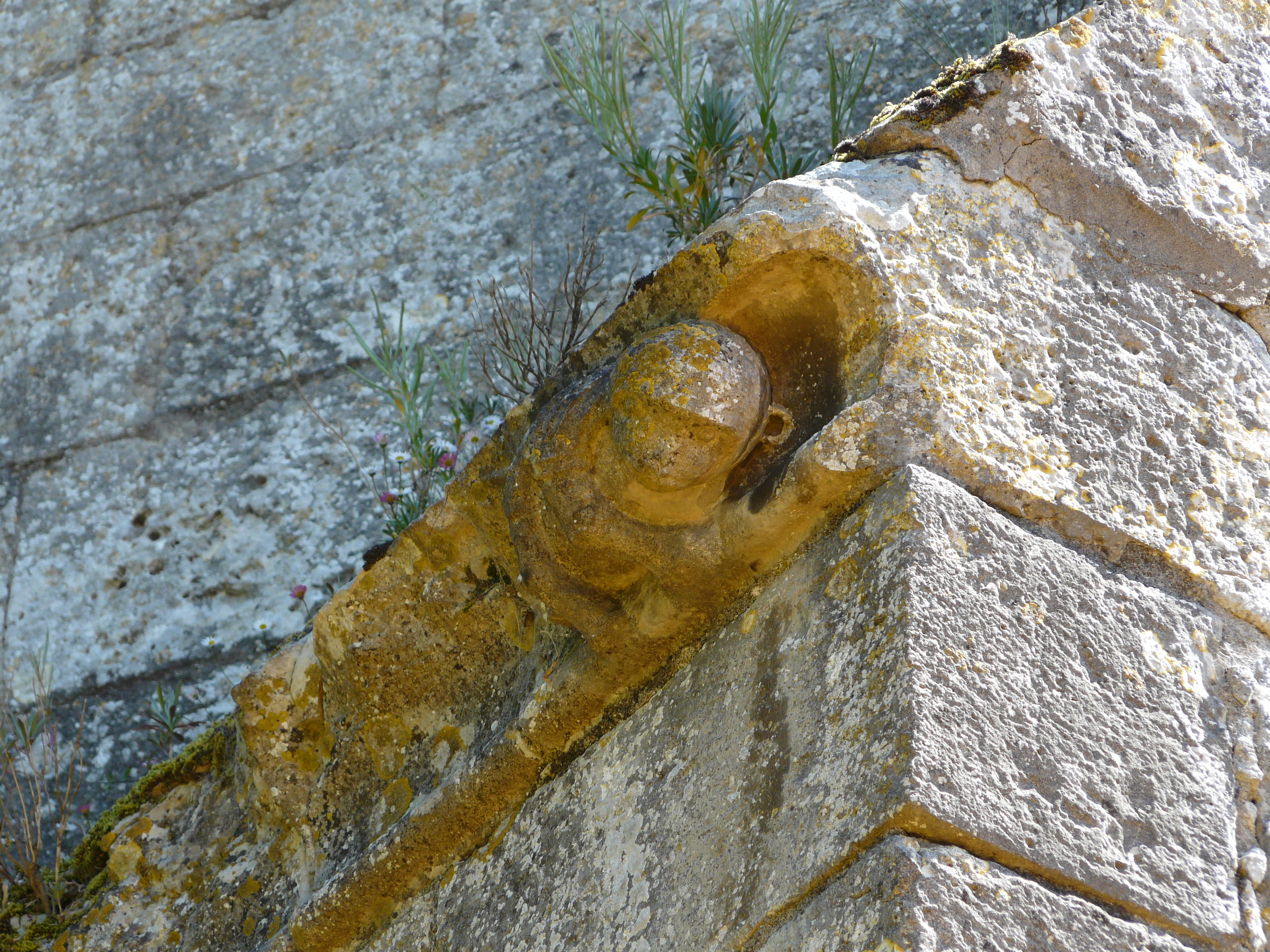
Skulptur an der Außenfassade

### Schloss Peyrelevade
Die Familie Larroque ließ das Feste Haus zweifellos zu Beginn des 16. Jahrhunderts errichten. Es besitzt einen rechteckigen Grundriss und einen viereckigen Turm aus dem Jahrhundert der Errichtung. Während der Zeit der Renaissance wurde es mehrfach umgebaut, und 1691 ließ der Sieur de Soubzmaigne eine Kapelle seitlich erbauen. Trotz der mehrfachen Änderungen ist die ursprüngliche Bestimmung zu Verteidigungszwecken noch erkennbar. Ein Teil des Gebäudes ist eingestürzt, der Rest ist restauriert und zeigt die für das Périgord charakteristischen Architekturelemente, Das Schloss befindet sich in Privatbesitz und ist der Öffentlichkeit nicht zugänglich.

## Wirtschaft und Infrastruktur
Der Weinbau ist einer der wichtigsten Wirtschaftsfaktoren der Gemeinde.
Conne-de-Labarde liegt in den Zonen AOC des Bergerac mit den Appellationen Bergerac und Côtes de Bergerac sowie der Noix du Périgord, der Walnüsse des Périgord, und des Nussöls des Périgord.

### Sport und Freizeit
- Der Fernwanderweg GR 6 von Sainte-Foy-la-Grande (Département Gironde) nach Saint-Paul-sur-Ubaye (Département Alpes-de-Haute-Provence) führt am Zentrum von Colombier vorbei.[14]

- Der Rundweg Boucle de la Vallée - Conne de Labarde besitzt eine Länge von 6,6 km bei einem Höhenunterschied von 69 m. Er führt vom Zentrum durch das Gebiet der Gemeinde an Quellen und ehemaligen Wassermühlen vorbei.[15]

- Der Rundweg Boucle de Campna - Conne de Labarde besitzt eine Länge von 4,3 km bei einem Höhenunterschied von 34 m. Er führt vom Zentrum durch das Gebiet der Gemeinde an Weinbergen vorbei.[16]

### Verkehr
Die Route départementale 14 durchquert das Gebiet der Gemeinde und verbindet sie im Westen mit der Route nationale 21. Diese führt von Bergerac im Norden nach Villeneuve-sur-Lot im benachbarten Département Lot-et-Garonne. Die D14 verbindet Conne-de-Labarde außerdem im Südosten mit Issigeac, dem Hauptort des ehemaligen gleichnamigen Kantons. Im Norden und Osten ist Conne-de-Labarde über Nebenstraßen an die Route départementales 14E2 und 19 und 21 angebunden.